# Yokohama FC
El Yokohama FC és un club de futbol japonès de la ciutat de Yokohama.

## Història
El club nasqué l'any 1999, després de la fusió dels dos clubs de la ciutat, Yokohama Flügels i Yokohama Marinos la temporada anterior. Molts seguidors dels Flügels es mostraren contraris a la fusió i decidiren crear un nou club anomenat Yokohama Fulie Sports Club. El nou club adoptà el model del FC Barcelona on els socis són els propietaris del club, i el Fulie Sports Club creà el Yokohama FC com a equip professional esportiu propietat i dirigit pels seus seguidors.

## Palmarès
- Japan Football League:
  - 1999, 2000
- J. League (2a Divisió):
  - 2006